# Серчлајт (Невада)
Серчлајт (енгл. Searchlight) насељено је место без административног статуса у америчкој савезној држави Невада.

## Демографија
По попису из 2010. године број становника је 539, што је 37 (-6,4%) становника мање него 2000. године.
| Група             | 2000.       | 2010.       |
| Белци             | 538 (93,4%) | 483 (89,6%) |
| Афроамериканци    | 4 (0,7%)    | 0 (0,0%)    |
| Азијати           | 1 (0,2%)    | 0 (0,0%)    |
| Хиспаноамериканци | 21 (3,6%)   | 38 (7,1%)   |
| Укупно            | 576         | 539         |